# L’Estany
L’Estany – gmina w Hiszpanii, w prowincji Barcelona, w Katalonii, o powierzchni 10,11 km². W 2011 roku gmina liczyła 398 mieszkańców.